# 리테프스키 광장

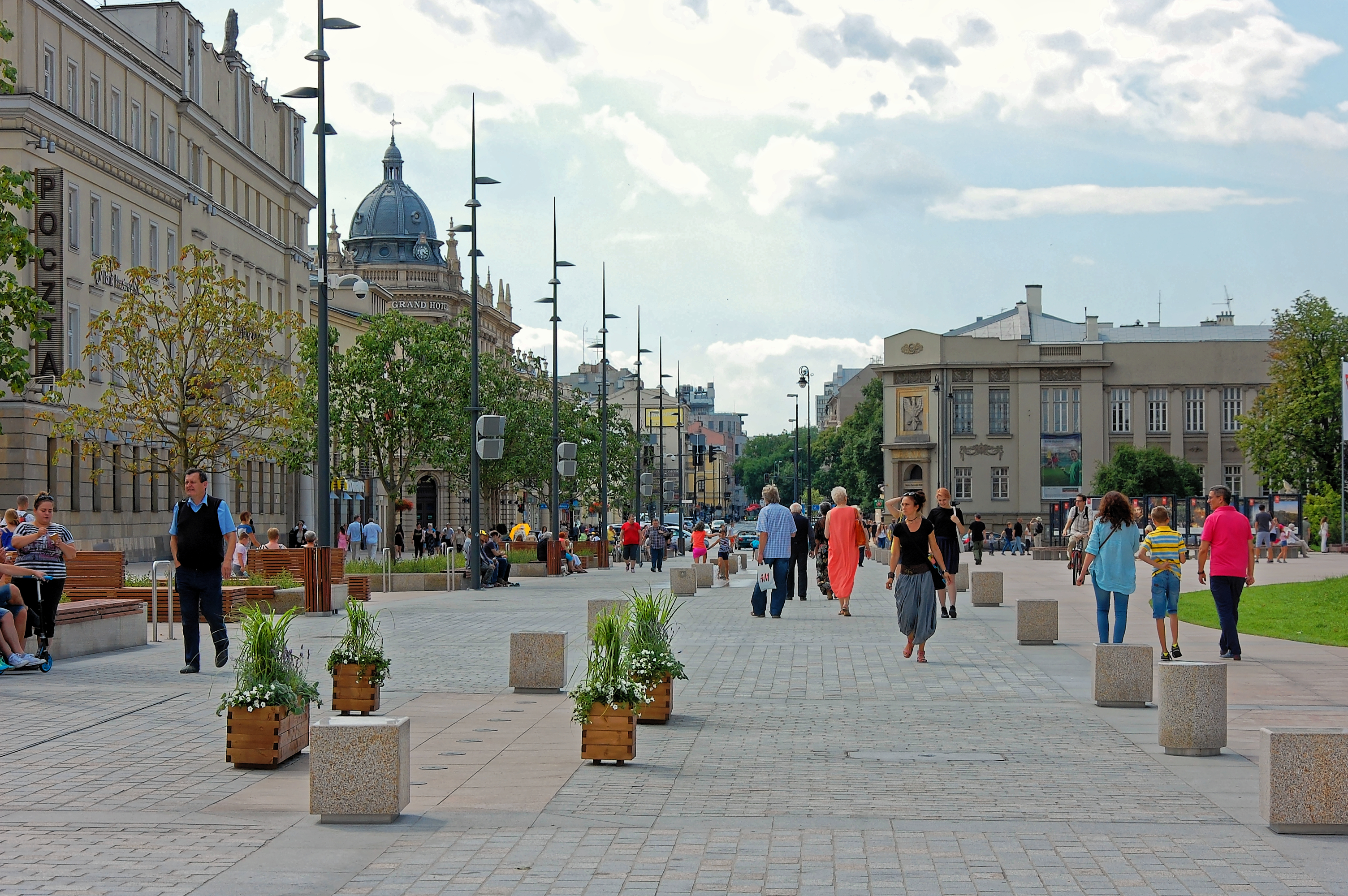
리테프스키 광장

리테프스키 광장(폴란드어: Plac Litewski) 또는 리투아니아 광장은 폴란드 루블린 중심부에 있는 광장이다. 면적이 약 3만 5천 제곱미터이며, 1820년대에 군사 행진을 열기 위해 조성되었다. 리테프스키 광장은 루블린의 중심가로, 국가 행사를 비롯한 여러 행사가 열린다. 역사 기념물 등록부에 A/588 번호로 등록되었으며 1972년 4월 10일에 등록되었다.